# Бинг, Джон (адмирал)
Джон Бинг (англ. John Byng; 29 октября 1704 — 14 марта 1757) — британский адмирал, расстрелянный по приговору военного суда за то, что в сражении при Минорке «не сделал всё, что от него зависело». Четвёртый сын британского адмирала Джорджа Бинга.

## Биография
Джон Бинг родился в Англии, в графстве Бедфордшир, в семье британского адмирала Джорджа Бинга. К моменту его зачисления на флот в 1718 году в четырнадцатилетнем возрасте его отец Джордж Бинг был уже прославленным адмиралом; после того как он помог взойти на трон Вильгельму III, пользовался расположением у каждого английского монарха, которому ему довелось служить.
Как и большинству младших сыновей английского дворянства, Джону Бингу предстояло самому зарабатывать себе на жизнь, поскольку состояние и титулы отца достались бы старшему сыну. Однако с таким прославленным отцом Джон быстро продвигался по служебной лестнице, а все поощрения на службе также связывают с влиянием его отца.
В самом начале карьеры Бинг был назначен на службу в Средиземное море. В 1723 году, в возрасте 19 лет он был произведён в лейтенанты Военно-морского флота Великобритании, в 23 года был назначен капитаном на 20-пушечный корабль «HMS Gibraltar». Служба в Средиземном море продолжалась до 1739 года без каких либо действий и происшествий.
В 1742 году Джон Бинг был назначен Командор-Губернатором британской колонии Ньюфаундленд. В 1745 году он получил звание контр-адмирал, а в 1747 повышен до вице-адмирала. По мнению некоторых историков, Джон Бинг избегал сложных условий службы, выбирая более лёгкие места для работы.

## Сражение при Минорке

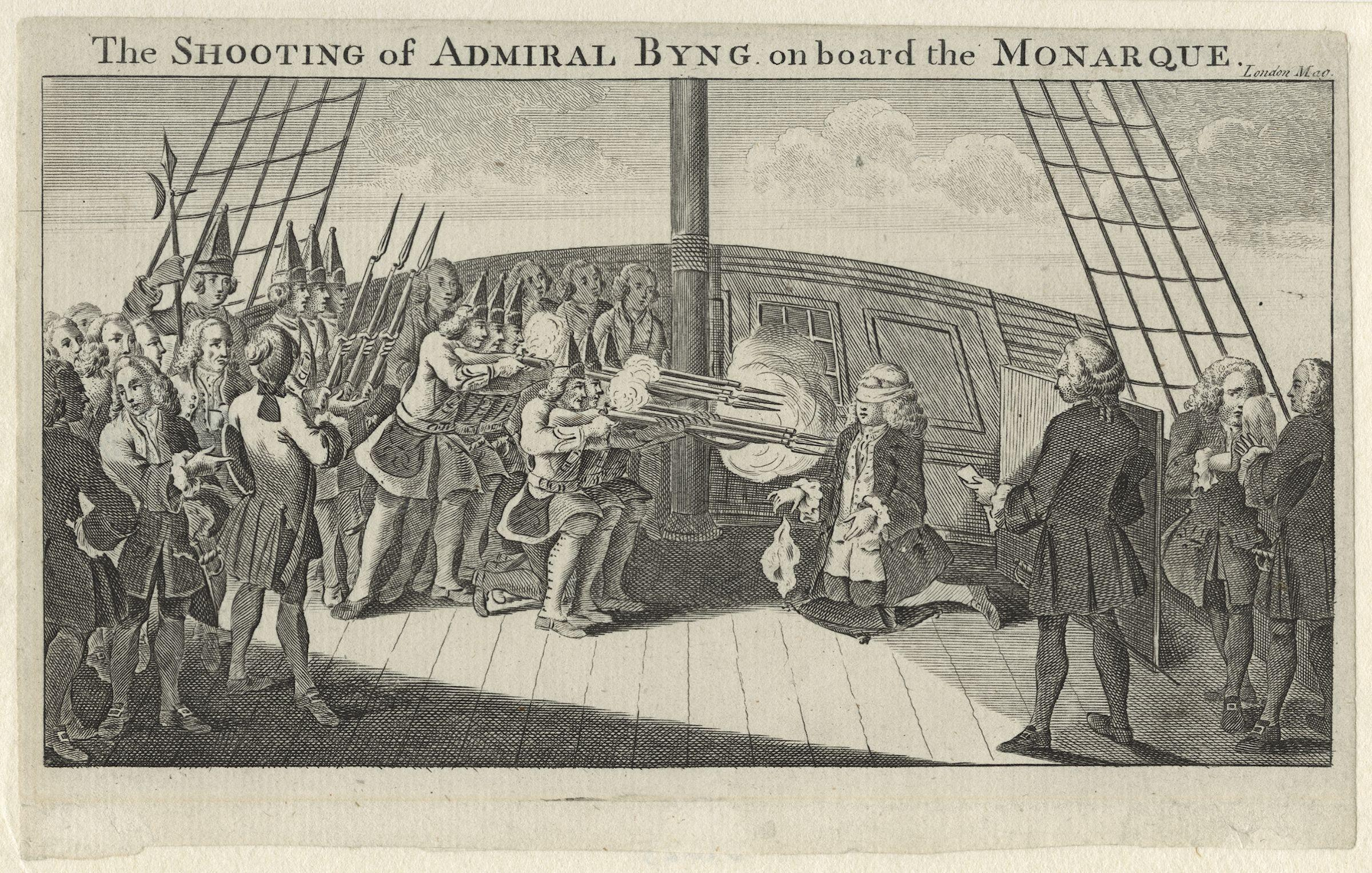
Расстрел адмирала Бинга на борту HMS Monarch, гравюра XVIII века.

Результатом сражения при Минорке можно было бы считать ничью, но действия Бинга, отказавшегося от попытки освободить гарнизон и от дальнейшего преследования французского флота, привели к его жёсткой критике. Британское Адмиралтейство, возможно чтобы скрыть свои просчёты при подготовке к защите гарнизона Минорки, обвинило Бинга в нарушении Военного кодекса. Военный трибунал, под председательством адмирала Томаса Смита, рассматривавший дело, снял с Бинга обвинение в личной трусости, но признал виновным в том что он, отказавшись от преследования более сильного французского флота, пытался сохранить свой флот и, таким образом, «не сделал всего, что от него зависело» (англ. ...not having done his utmost).
Бинг был приговорен к расстрелу. Приговор был приведён в исполнение на линейном корабле «Монарх» в гавани города Портсмут 14 марта 1757 года. Учитывая высокое звание адмирала, ему сделали следующую милость: разрешили подать знак, когда он будет готов к смерти. Джон Бинг должен был махнуть платком для расстрельного залпа. Говорят, адмирал был настолько подавлен, что просто выронил платок.

## В художественной литературе
- Факт казни Джона Бинга упомянут в романе Вольтера «Кандид»: «В этой стране принято время от времени убивать одного адмирала, чтобы придать храбрости другим» (фр. Dans ce pays-ci, il est bon de tuer de temps en temps un amiral pour encourager les autres).
- Артуро Перес-Реверте в повести «Мыс Трафальгар» пишет: «В Англии к морю относятся серьёзно. Как-то раз даже шлёпнули одного адмирала, сунувшегося на Менорку. Расстреляли прямо после заседания трибунала. На палубе его собственного корабля».
- В произведении Патрика О’Брайана «Миссия на Маврикий»: «Его слова потонули во взрыве речей, которые разбудило Стивеново „расстреливать“ — про адмирала Бинга, расстрелянного по приговору на собственном квартердеке».
- В советском кинофильме «Адмирал Ушаков» морской чин напоминает Нельсону о расстреле Бинга: «Адмирал Бинг был расстрелян за невыполнение уставов британского Адмиралтейства. Ушаков, очевидно, не знаком с нашими уставами — это смягчает его вину. Но вы, Нельсон, обязаны знать их наизусть. Нарушать их очень опасно».